# Pavel Blaschke
Pavel Blaschke (24. května 1885, Hlučín, Německo – 10. března 1969, Anholt, Německo) byl německý hudební skladatel.

## Život
Studoval na Vratislavské univerzitě filosofii a vysvěcen na kněze byl v roce 1909. V roce 1911 se stal kaplanem u sv. Mořice ve Vratislavi. Po celý život ho to však táhlo k hudbě, naučil se hrát na varhany a na violu.
Po skončení první světové války byl jmenován vikářem a kazatelem, věnoval se však i sborovému zpěvu. Díky svým hudebním studiím byl jmenován na místo kapelníka vratislavského dómu. Zde setrval 20 let (1925-1945). Brzy se stal i učitelem gregoriánského zpěvu a docentem chrámové hudby na vratislavské univerzitě. Pod jeho vedením se stal vratislavský chrámový sbor jedním z nejlepších v Evropě. Blaschke složil řadu vlastních hudebních děl, ve kterých uplatňoval i motivy lidové hudby rodného kraje.
V roce 1945 byl z Vratislavi vypovězen a žil rok u bratra v Pačkově (Polsko), poté jako pomocný duchovní a vedoucí chrámového sboru v Oldenburgu, v letech 1946-1956 pak na zámku v Darfeldu a v nemocnici v Anholtu. Zde také zemřel, pochován je na hřbitově v Münsteru (Německo). V poválečných letech se své oblíbené hudbě nemohl už téměř věnovat.

## Dílo
- 25 graduálií a ofertorií
- 6 mší
- Zpěvy Božího těla
- Rekviem (zasvěcené padlým ve II.světové válce [1]